# TvN 일일 드라마
tvN 일일 드라마는 tvN에서 2012년 2월 27일부터 2015년 10월 22일까지 방송되었던 드라마 프로그램이었다.

## 개요
연속극 드라마 형식으로 방송 되었다.
《울지 않는 새》를 마지막으로 tvN 일일 드라마는 최종 폐지되었다.

## 방송 시간
| 방송 채널 | 방송 기간                           | 방송 시간                                      |
| --------- | ----------------------------------- | ---------------------------------------------- |
| tvN       | 2012년 2월 27일 ~ 2013년 7월 18일   | 매주 월요일 ~ 목요일 오전 9시 40분 ~ 10시 30분 |
| tvN       | 2014년 10월 27일 ~ 2015년 10월 22일 | 매주 월요일 ~ 목요일 오전 9시 40분 ~ 10시 30분 |
| tvN       | 2013년 7월 22일 ~ 2013년 9월 17일   | 매주 평일 오전 9시 40분 ~ 10시 30분            |

## 프로그램 리스트
- 아래 드라마 프로그램들은 2003년 이전에 제작·방송한 작품들로 부득이하게 일부 장면에서 흡연 장면 및 담배 소품이 노출될 수 있으며 시청자 여러분들의 양해를 바랍니다.
- 아래 드라마 프로그램들은 2002년 11월 이후 시청 가능 연령을 표시하는 드라마 등급 제도를 의무적으로 시행하여 현재까지 이어지고 있습니다.
- 2017년 3월 1일부터 TV 프로그램 등급 표시 외에 주제, 폭력성, 선정성, 언어, 모방 위험 등 분류 사유 표시를 의무적으로 시행하고 있습니다.

### 2010년대
- 《노란 복수초》 : 2012년 2월 27일 ~ 2012년 8월 31일
- 《유리가면》 : 2012년 9월 1일 ~ 2013년 4월 6일
- 《미친 사랑》 : 2013년 4월 8일 ~ 2013년 9월 17일
- 《가족의 비밀》 : 2014년 10월 27일 ~ 2015년 4월 30일
- 《울지 않는 새》 : 2015년 5월 1일 ~ 2015년 10월 25일 (해당 프로그램을 마지막으로 tvN 일일 드라마 폐지)

## 같이 보기
- KBS 1TV 일일 드라마
- KBS 2TV 일일 드라마
- MBC 일일 드라마
- SBS 일일 드라마(폐지)
- JTBC 일일 드라마(폐지)